# V855 Возничего
V855 Возничего (лат. V855 Aurigae) — двойная затменная переменная звезда типа W Большой Медведицы (EW) в созвездии Возничего на расстоянии приблизительно 590 световых лет (около 181 парсека) от Солнца. Видимая звёздная величина звезды — от +10,76m до +10,32m. Орбитальный период — около 0,3769 суток (9,0449 часов).

## Характеристики
Первый компонент — жёлтая звезда спектрального класса G. Радиус — около 1,52 солнечного, светимость — около 2,009 солнечных. Эффективная температура — около 5570 К.
Второй компонент — жёлтая звезда спектрального класса G.